# Edgar Froese

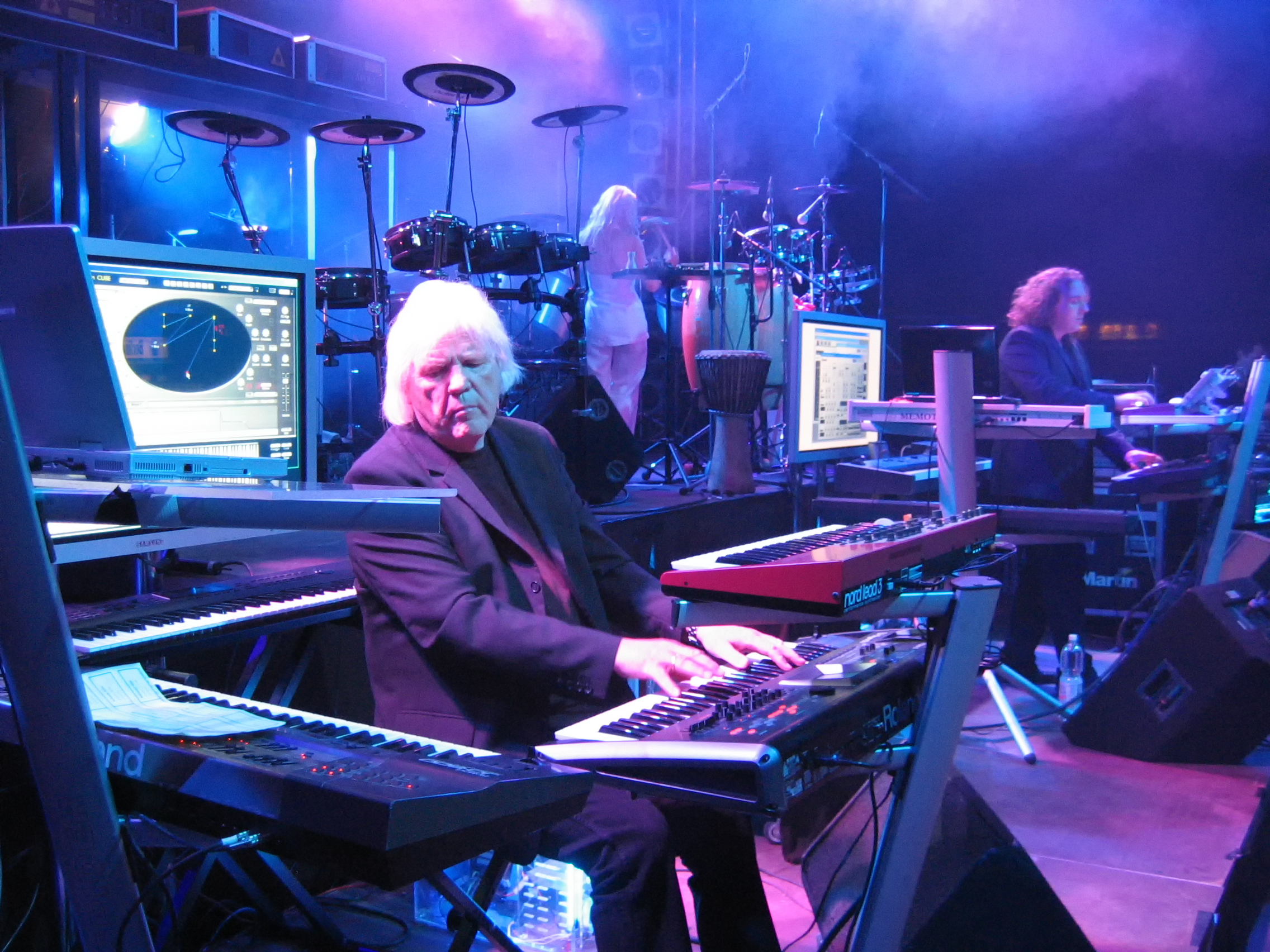
Edgar Froesse

Edgar Froese, född 6 juni 1944 i Tilsit i Ostpreussen, död 20 januari 2015 i Wien i Österrike, var en tysk musiker och frontfigur i tyska krautrockgruppen Tangerine Dream. Han gav också ut en rad soloplattor, och albumet "Epsilon in Malaysian Pale" sägs ha varit inspirationskälla för David Bowies så kallade berlintrilogi.

## Biografi
Froese föddes i Tilsit, dåvarande Ostpreussen, på dagen D under andra världskriget. Hans far hade dödats av nazisterna och hans mor och övriga efterlevande i familjen bosatte sig i Västberlin efter kriget. Han tog pianolektioner från 12 års ålder och började spela gitarr vid 15. Han visade tidigt en fallenhet för konst och skrev därför in sig vid Academy of the Arts i Västberlin för att studera måleri och skulptur. År 1965 bildade han ett band som hette The Ones, som spelade psykedelisk rock och R & B. När de var på en turné  i Spanien blev de inbjudna att uppträda på Salvador Dalís villa i Cadaqués. Froese möte med Dalí gjorde stort intryck på honom och inspirerande honom att driva mer experimentella riktningar med sin musik. The Ones upplöstes 1967, efter att ha släppt en enda singel,("Lady Greengrass" / "Love of Mine").
Efter återkomsten till Berlin började Froese rekrytera musiker till det som sedermera skulle bli Tangerine Dream.
Froeses stycke "Stuntman" har använts som vinjettmusik till "Mabat Sheni" ("Second Look"), en undersökande nyhetsprogram från Channel One tv i Israel, sedan 1980-talet.
Edgar Froese förklarade sig vara vegetarian, nykterist och en icke-rökare. Han tog inga droger. 
Froese var gift med konstnären och fotografen Monique Froese från 1974 till hennes död 2000. 
Deras son Jerome Froese, född 1970, var medlem av Tangerine Dream från 1990 till 2006.
Edgar Froese gifte sig 2002 med konstnären och musikern Bianca Acquaye.
Froese dog hastigt i Wien den 20 januari 2015 av en lungemboli.